# Saint-Symphorien-sous-Chomérac
 Saint-Symphorien-sous-Chomérac  es una población y comuna francesa, ubicada en la región de Ródano-Alpes, departamento de Ardèche, en el distrito de Privas y cantón de Chomérac.

## Demografía
| 227 | 246 | 247 | 381 | 519 | 684 |
| Para los censos de 1962 a 1999 la población legal corresponde a la población sin duplicidades (Fuente: INSEE [Consultar]) |     |     |     |     |     |